# Ars-sur-Formans
Ars-sur-Formans ist eine französische Gemeinde mit 1.513 Einwohnern (Stand 1. Januar 2022) im Département Ain in der Region Auvergne-Rhône-Alpes. Sie gehört zum Kanton Villars-les-Dombes im Arrondissement Bourg-en-Bresse und ist Mitglied im Gemeindeverband Dombes Saône Vallée.

## Geografie
Die Gemeinde Ars-sur-Formans befindet sich 35 Kilometer nördlich von Lyon in der Seenlandschaft der Dombes, zwischen 226 m und 281 m Höhe gelegen. Sie liegt am rechten Ufer des Flüsschens Formans, einem Nebenfluss der Saône.

## Geschichte
Das Dorf Ars wurde erstmals in einer Urkunde aus dem Jahre 969 erwähnt. Die Kirche Saint-Sixte wurde im Jahre 984 vom Domkapitel zu Lyon zur Pfarrkirche von Ars ernannt. Im Jahre 1106 versprach Hugues d’Ars, Bischof von Lyon, den Anschluss dieser Pfarrei an die Abtei zu Cluny. Im 11. Jahrhundert war das Lehen zu Ars Eigentum des gleichnamigen Adelsgeschlechts, musste sich allerdings der Herrschaft von Villars unterordnen. Im Jahr 1225 übergab allerdings Jean d’Ars seine Ländereien an das Kloster Île Barbe in der Nähe von Lyon, das Geschlecht de Villars behielt die Lehensherrschaft. Etwa um 1409 wurde der Ort von Truppen niedergebrannt und litt ebenso unter den Religionskriegen. Im Jahre 1424 übernahm das Fürstentum der Dombes die Lehensrechte von Ars. 1592 gingen die Ländereien von Ars in den Besitz der Adelsfamilie Garniers des Garets über. Noch heute ist die Familie Eigentümer des Schlosses. Auf die Ankunft dieser Herrschaften folgte eine lange Friedensperiode für das Fürstentum der Dombes, welches 1772 an das Königreich Frankreich fiel. Im Jahr 1806 zählte die Gemeinde 230 Einwohner, hauptsächlich Bauern.
Von 1818 bis zu seinem Tod im Jahr 1859 war Jean-Marie Vianney hier Pfarrer. Seinetwegen wurde Ars ab 1826 zum Pilgerort, in den jährlich etwa 100.000 Menschen kamen, um seine Predigten zu hören und um bei ihm zu beichten.
Seine Seligsprechung erfolgte im Jahre 1905, die Heiligsprechung 1925. 1929 wird Jean-Marie Vianney zum „Schutzpatron der Pfarrer“ in aller Welt.

### Bevölkerungsentwicklung
| Jahr                       | 1962 | 1968 | 1975 | 1982 | 1990 | 1999 | 2006 | 2011 | 2020 |
| Einwohner                  | 460  | 496  | 480  | 719  | 851  | 1102 | 1244 | 1374 | 1490 |
| Quellen: Cassini und INSEE |      |      |      |      |      |      |      |      |      |

Mit 1513 Einwohnern (Stand 1. Januar 2022) gehört Ars-sur-Formans zu den kleineren Gemeinden des Départements Ain. Nachdem die Einwohnerzahl in der zweiten Hälfte des 19 und im 20. Jahrhundert nur geringfügig um die Marke von 500 schwankte (1901 wurden 495 Einwohner gezählt), stieg sie 1982 sprunghaft an. Diese Bevölkerungszunahme setzt sich im 21. Jahrhundert fort. Die Ortsbewohner von Ars-sur-Formans heißen auf Französisch Arsois(es).

## Sehenswürdigkeiten
- Pfarrhof von Jean-Marie Vianney, der im Zustand von 1859 belassen wurde.
- Pfarrkirche mit Kanzel und Beichtstuhl des Pfarrers von Ars.
- Basilika Saint-Sixte d’Ars, die an die Pfarrkirche angebaut wurde, mit dem unverwesten Leichnam von Jean-Marie Vianney.
- Karmelitinnenkloster Ars

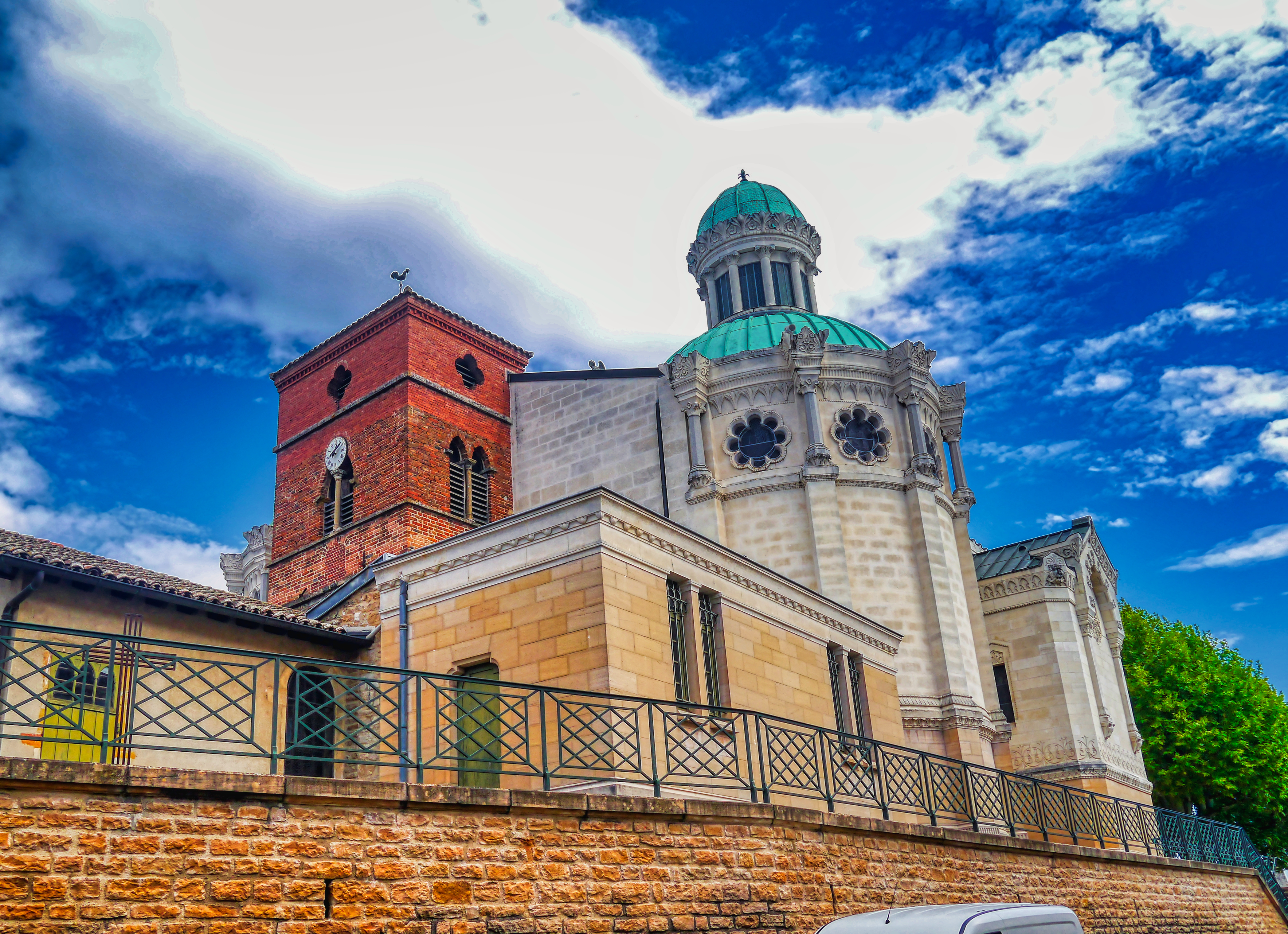
Basilika Saint-Sixte d’Ars
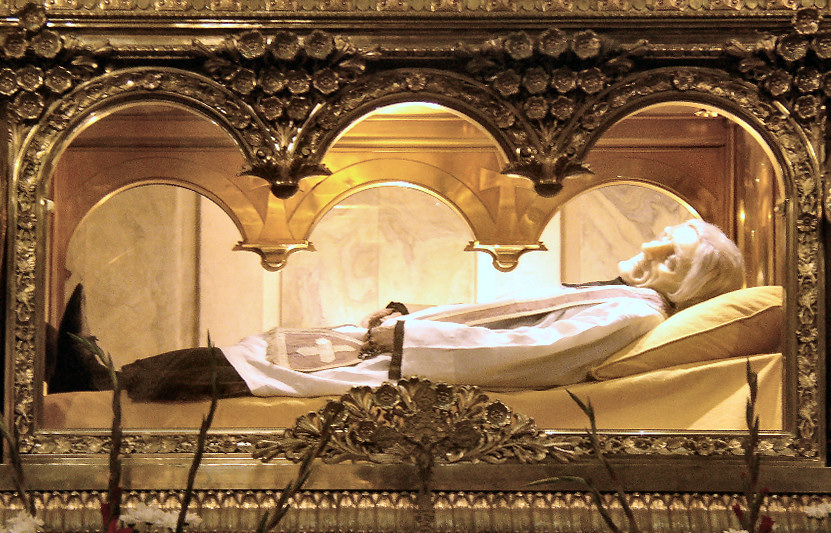
Schrein des hl. Jean-Marie Vianney in der Basilika
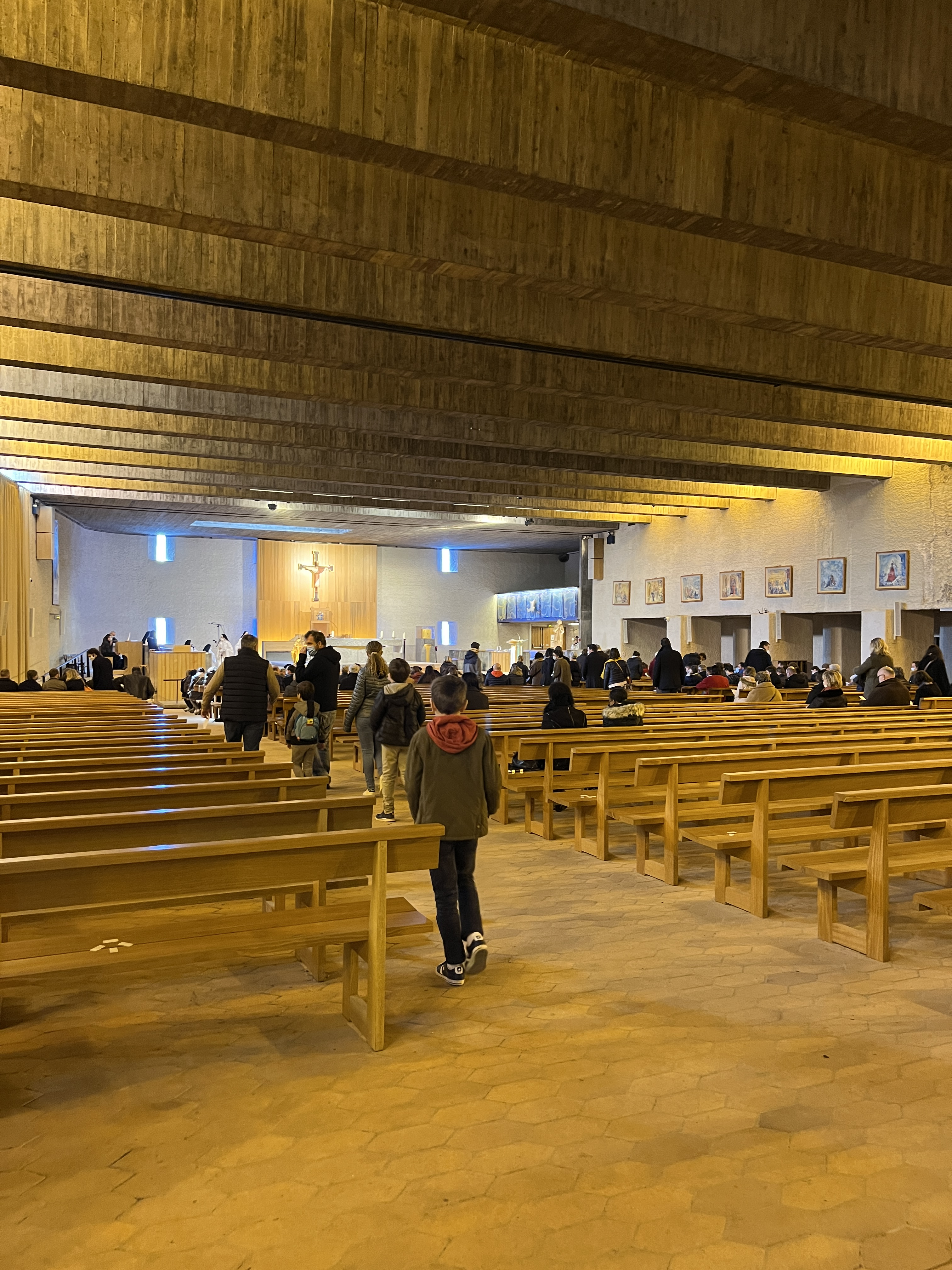
Unterirdische Kirche Notre-Dame-de-la-Miséricorde

## Gemeindepartnerschaft
Eine Partnerschaft besteht seit 1977 mit dem bayerischen Ort Freihalden.